# Oiran

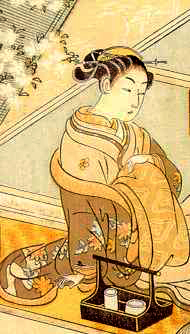
En oiran sittande med sin klient. Tryck av Suzuki Harunobu från 1765.

Oiran var ett historiskt japanskt yrke. En oiran var en kurtisan som hade en form av mellanställning mellan en geisha (kurtisan) och en yūjo (prostituerad). Till skillnad från en geisha var en oiran prostituerad, men till skillnad från en yūjo var hon dessutom en artist som också underhöll sina kunder på andra sätt än enbart med sexuella tjänster, och det fanns flera oiran som blev berömda under sin samtid. En oiran hade också privilegiet att tacka nej till kunder.

## Oiran i populärkulturen
Oiran-gestalter har figurerat i flera japanska långfilmer, inklusive Sakuran från 2007. Filmen, där Anna Tsuchiya spelar huvudrollen som den rebelliska kurtisanen Kiyhoha (som oiran med namnet Higurashi), är baserad på en manga av Moyoco Anno.